# Pop blanc
El pop blanc, polp blanc o manyuflà (Eledone cirrhosa) és una espècie comestible de mol·lusc cefalòpode de la família dels octopòdids. Els popets, que són molt apreciats a Catalunya, són individus joves d'aquesta espècie. Als mercats sovint es presenta barrejat amb el pop pudent (Eledone moschata).

## Característiques
Cos en forma de sac i berrugós amb una mena de cresta separant la regió dorsal de la ventral. El seu color és groguenc, taronja vermellós o roig marronós. El mantell fa de 9 a 11 cm de llarg, en total de 40 a 50 cm.

## Distribució
Es troba al Mediterrani i al nord-és de l'Atlàntic fins a una latitud de 66-67° N, essent el límit sud el Marroc.

## Hàbitat
Típic de fons marins tous fins a 700 m de fondària. S'alimenta principalment de crustacis.